# Plex venos faringian
Plexul venos faringian este o rețea de vene care începe în plexul faringian de pe suprafața exterioară a faringelui și, după ce a primit unele vene meningeale posterioare și venă pterigoidă, se termină în vena jugulară internă. 